# شعب الوافى (القفر)
شعب الوافى محلة تابعة لقرية الكوال، التابعة لعزلة بني مبارز بمديرية القفر إحدى مديريات محافظة إب في الجمهورية اليمنية، بلغ تعداد سكانها 236 حسب تعداد اليمن لعام 2004.